# 北方猫鸟
北方猫鸟（学名：Ailuroedus jobiensis），又名北方园丁鸟，是雀形目园丁鸟科的一种鸟类。
北方猫鸟体重约176.9克，翼长约160.2毫米，嘴峰长约38.4毫米，喙宽度约10.8毫米，喙厚度约16.2毫米，跗蹠长约45.8毫米，尾长约118.5毫米。北方猫鸟在其分布区内为留鸟，其栖息在密集的高大树木组成的森林中，食性为草食性，主要食物来源是水果。
北方猫鸟分布于新几内亚中北部。该物种是单型物种，没有亚种分化。